# 花澄 (プロレスラー)
花澄（かすみ、1993年12月29日 - ）は、日本の女子プロレスラー。

## 経歴
2016年9月15日、練習生「K」として真琴とエキシビション。10月28日、後楽園ホールにて泰里との同時デビュー戦をおこない敗れる。
2017年1月11日、全身性エリテマトーデス (SLE) と診断され長期欠場に入った。